# Edgar Olivares
Edgar Rolando Olivares Burgoa (Cochabamba; 26 de enero de 1977) es un exfutbolista boliviano. Jugaba como centrocampista y su último equipo fue Aurora de la Primera División de Bolivia.

## Clubes
| Club                   | País    | Año         |
| ---------------------- | ------- | ----------- |
| Jorge Wilstermann      | Bolivia | 1998 - 2002 |
| Bolívar                | Bolivia | 2002 - 2003 |
| The Strongest          | Bolivia | 2003 - 2004 |
| Jorge Wilstermann      | Bolivia | 2004 - 2008 |
| La Paz F. C.           | Bolivia | 2008 - 2009 |
| Jorge Wilstermann      | Bolivia | 2009 - 2010 |
| Universitario de Sucre | Bolivia | 2011        |
| Petrolero              | Bolivia | 2012        |
| Aurora                 | Bolivia | 2012 - 2013 |
| Empresa Minera Huanuni | Bolivia | 2014        |